# Trophée des champions 1995
Navigation
Les Abymes 1986 Béziers 1997
L'édition 1995 du Trophée des champions est la 20e édition de cette compétition qui oppose le champion de France en titre au vainqueur de la Coupe de France, la troisième sous l'appellation Trophée des champions. Le match arbitré par Didier Pauchard se déroule le 3 janvier 1996 au Stade Francis-Le Blé à Brest devant 12 000 spectateurs. Le match est diffusé en France sur TF1.

## Participants
Le match oppose le Football Club de Nantes, champion de France 1994-1995 au Paris Saint-Germain Football Club, vainqueur de la Coupe de France 1994-1995.

## Rencontre
Les Parisiens et les Nantais ne se départagent pas à l'issue du temps réglementaire (90 minutes de jeu), malgré les buts parisiens de Pascal Nouma et de Youri Djorkaeff ainsi que ceux de Nicolas Ouédec et Benoît Cauet. Aucune prolongation n'est jouée, la séance de tirs au but décidant directement du vainqueur. Les Parisiens s'imposent sur le score de 6-5, et sont donc les premiers vainqueurs de cette compétition. 

## Feuille de match
Les règles du match sont les suivantes : la durée de la rencontre est de 90 minutes. S'il y a toujours match nul, une séance de tirs au but est réalisée. Trois remplacements sont autorisés pour chaque équipe.
| 3 janvier 1996 | Paris Saint-Germain                                                   | 2 - 2             | FC Nantes                                                             | Stade Francis-Le Blé, Brest                      |                                                  |
| 20:35 (UTC+2)  | Nouma 15e · Djorkaeff 38e                                             | (2 - 2)           | 27e Ouédec · 32e Cauet                                                | Spectateurs : 12 000 Arbitrage : Didier Pauchard | Spectateurs : 12 000 Arbitrage : Didier Pauchard |
| 20:35 (UTC+2)  | Rapport                                                               |                   |                                                                       | Spectateurs : 12 000 Arbitrage : Didier Pauchard | Spectateurs : 12 000 Arbitrage : Didier Pauchard |
| 20:35 (UTC+2)  | Le Guen · Djorkaeff · Raí · Nouma · Colleter · Dely Valdes · Fournier | Tirs au but 6 - 5 | Carotti · Gourvennec · Pignol · Pedros · Cauet · Peyrelade · Makelele | Spectateurs : 12 000 Arbitrage : Didier Pauchard | Spectateurs : 12 000 Arbitrage : Didier Pauchard |

| Paris SG | Nantes |

| 1             | Gardien de but | Bernard Lama            |  |
| 2             | D              | José Cobos              |  |
| 4             | D              | Stéphane Mahé           |  |
| 5             | D              | Paul Le Guen            |  |
| 3             | D              | Patrick Colleter        |  |
| 7             | M              | Laurent Fournier        |  |
| 10            | M              | Raí                     |  |
| 8             | M              | Pierre Ducrocq          |  |
| 6             | M              | Youri Djorkaeff         |  |
| 9             | A              | Julio César Dely Valdes |  |
| 11            | A              | Pascal Nouma            |  |
| Remplaçants : |                |                         |  |
| 12            | D              | Fabrice Kelban          |  |
| 13            | D              | Didier Domi             |  |
| 14            | M              | Djamel Belmadi          |  |
| 15            | M              | Cédric Pardeilhan       |  |
| 16            | A              | Nicolas Anelka          |  |
| Entraineur :  |                |                         |  |
|               | Luis Fernandez |                         |  |

| 1             | Gardien de but       | Dominique Casagrande |       |
| 2             | D                    | Serge Le Dizet       | 46e · |
| 4             | D                    | Bruno Carotti        |       |
| 5             | D                    | Éric Decroix         |       |
| 3             | D                    | Christophe Pignol    |       |
| 7             | M                    | Claude Makelele      |       |
| 6             | M                    | Jean-Michel Ferri    |       |
| 10            | M                    | Japhet N'Doram       | 69e · |
| 11            | M                    | Benoît Cauet         |       |
| 8             | M                    | Reynald Pedros       |       |
| 9             | A                    | Nicolas Ouédec       | 46e   |
| Remplaçants : |                      |                      |       |
| 14            | D                    | Jean-Marc Chanelet   | 46e   |
| 12            | M                    | Jocelyn Gourvennec   | 46e   |
| 13            | M                    | Laurent Peyrelade    | 69e   |
| 15            | A                    | Franck Renou         |       |
| 16            | Gardien de but       | David Marraud        |       |
| Entraineur :  |                      |                      |       |
|               | Jean-Claude Suaudeau |                      |       |